# Anthony Young
Anthony Young (Indianapolis, Indiana, 10 de diciembre de 1989) es un baloncestista estadounidense. Con una altura de 2 metros, suele jugar en la posición de ala-pívot. Actualmente es agente libre.

## Trayectoria
Young jugó al baloncesto a nivel universitario en los Estados Unidos durante cuatro años: los dos primeros como miembro de los Kankakee Cavaliers en la División I de la NJCAA y los dos últimos con los Kentucky Wesleyan Panthers de la División II de la NCAA.
Tras un bienio jugando en las categoría menores del baloncesto alemán, llegó por primera vez a Latinoamérica contratado por el Montevideo BBC de la Liga Uruguaya de Básquetbol. Sin embargo dejó el equipo durante la pausa de fin de año para unirse a los Gigantes de Guayana en la Liga Profesional de Baloncesto de Venezuela.
Finalizado el campeonato venezolano, retornó a Uruguay para sumarse a Biguá. Sin embargo  no llegó a debutar en ese equipo, viéndose desvinculado del plantel por orden del entrenador durante el inicio de la temporada 2015-16. Tras convertirse en agente libre, el club Urunday Universitario lo fichó como sustituto del serbio Nikola Jeftic. Sólo jugó 6 partidos, optando por rescindir su contrato y migrar a Argentina, donde le tocó sustituir a Reggie Okosa en el Peñarol de Mar del Plata de la Liga Nacional de Básquet.
Young regresaría a la LUB en 2016 para disputar la temporada con Larre Borges.
Entre mayo y junio de 2017 jugó en Puerto Rico y República Dominicana, volviendo en agosto de ese año a la Argentina para incorporarse a La Unión de Formosa, otro equipo de la LNB.
En septiembre de 2018 fue contratado por el club paraguayo Olimpia Kings, con la intención de que reforzara al equipo para competir en la Liga Sudamericana de Clubes 2018.
En enero de 2019 se unió a los Libertadores de Querétaro de la LNBP de México, pero en febrero pasó al Defensor Sporting de la LUB, y en julio ya estuvo de regreso en La Unión de Formosa.
Young jugó con Búcaros de Bucaramanga en la Liga Colombiana de Baloncesto 2020, desarrollada íntegramente en Cali.  
En 2021 compitió en ligas de Argentina, Colombia y México.
En enero de 2022 el estadounidense cambió de escenario, dejando Latinoamérica para jugar en la D1 de Kuwait como refuerzo del Qadsia SC. Sin embargo en mayo retornó a Sudamérica, jugando el tramo final y los playoffs de la Liga Colombiana de Baloncesto 2022-I con el Team Cali.
Hizo su regreso a Venezuela después de siete años, al ser contratado por los Guaiqueríes de Margarita de la Superliga Profesional de Baloncesto en julio de 2022. Su siguiente destino sería el club uruguayo Aguada, a donde llegó para remplazar a Jordan Adams. Tras ser cortado del plantel en marzo de 2023, viajó a México para incorporarse al Tijuana Zonkeys, haciendo así su debut en el CIBACOPA.
El club argentino Riachuelo lo sumó a sus filas en agosto de 2023.